# 인공지능 예술

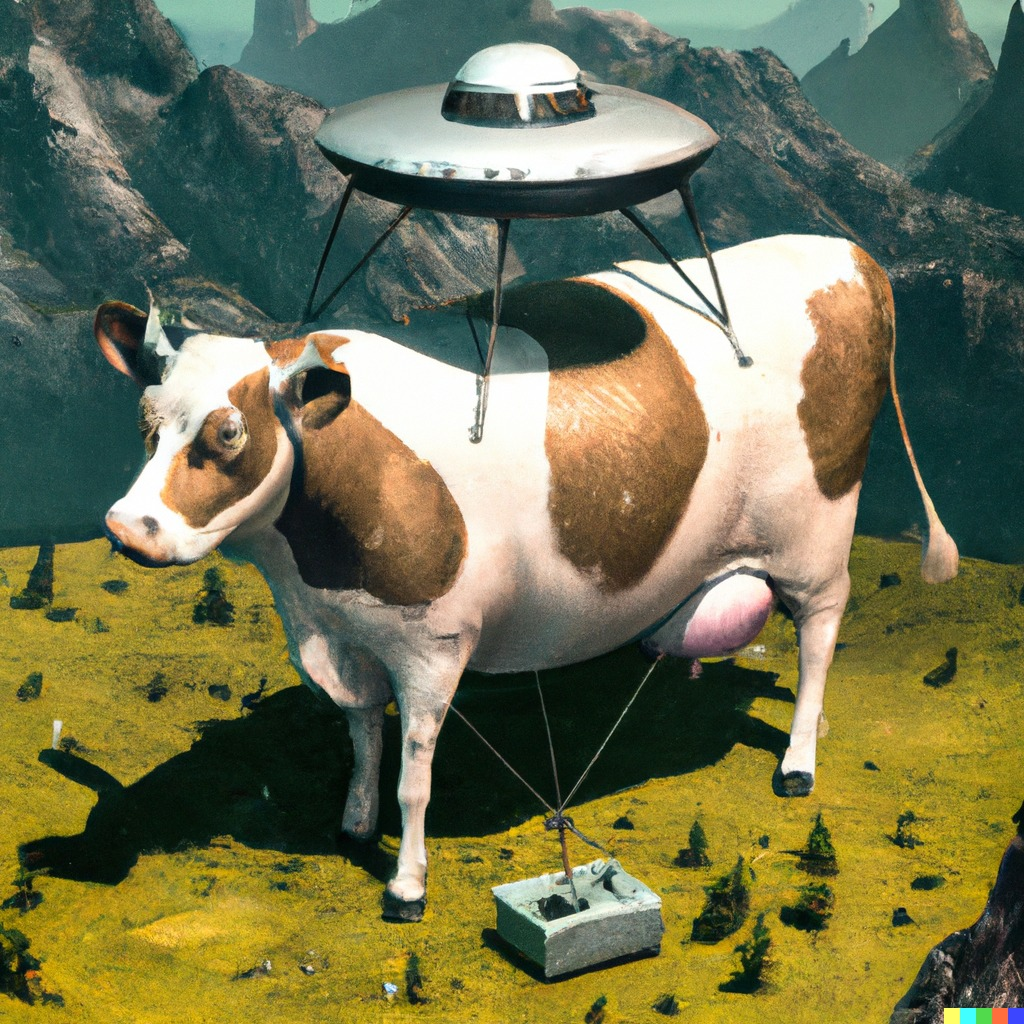
"1960년대 중서부에서 UFO에 납치된 소의 예술"이라는 텍스트 프롬프트를 기반으로 달리 2로 생성된 이미지

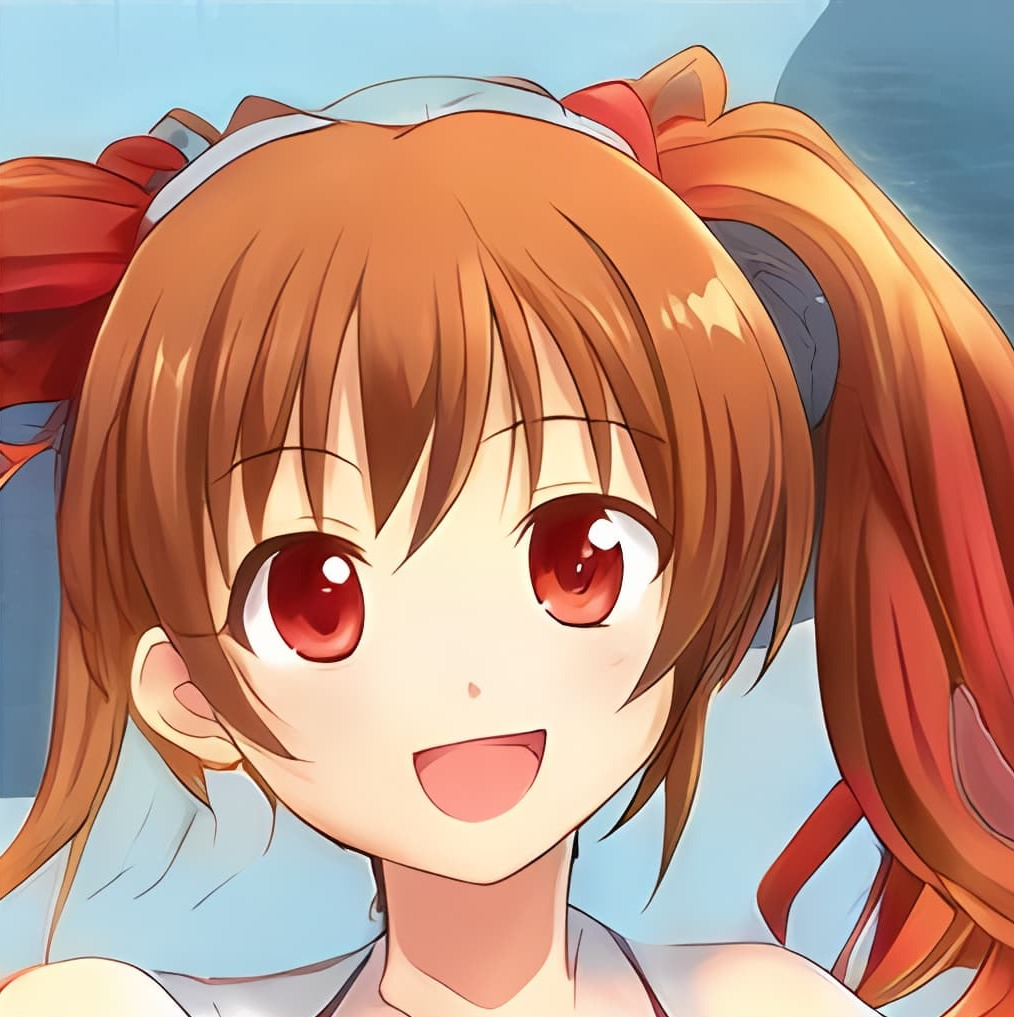
인공지능을 통하여 생성된 일본 애니메이션풍 여성 캐릭터의 얼굴 이미지.

인공지능 예술 또는 인공지능 아트(artificial intelligence art)는 텍스트-이미지 모델 및 음악 생성기와 같은 인공지능(AI) 프로그램을 사용하여 만든 예술 작품, 특히 이미지 및 음악 작곡이다. 디지털 아트와는 구별한다. AI 아트와 디지털 아트 모두 기술의 사용을 수반하지만 AI 아트는 인간 아티스트의 직접적인 입력 없이 예술을 자율적으로 생산할 수 있는 생성 알고리즘과 딥 러닝 기술을 사용하는 것이 특징이다.

## 초기 역사
인공지능은 1956년에 학문 분야로 확립되었으며 이후 수십 년 동안 여러 낙관론의 물결을 경험했다. 확립 이래 인공지능 분야의 연구자들은 인간 마음의 본질과 인간과 같은 지능을 부여받은 인공 존재를 만드는 윤리적 결과에 대한 철학적 논쟁을 제기했다. 이러한 문제는 고대부터 신화, 허구 및 철학에 의해 이전에 탐구되었다.

## 같이 보기
- 사이버네틱 아트